# Muscoli intercostali intimi
I muscoli intercostali intimi sono un gruppo muscolare striato facente parte dei muscoli intercostali. Essi occupano un tratto compreso tra la linea ascellare media e lo sterno. Originano dal margine inferiore della costa e si inseriscono al margine superiore della costa sottostante.
Dal momento che la loro contrazione abbassa le coste, sono coinvolti nella fase espiratoria della respirazione.